# Представителна демокрация
Представителната демокрация е форма на държавно управление, основавана на принципа за избор на политици, които представляват народа, за разлика от автокрацията и пряката демокрация .
В нея народът е носител на държавна власт, но упражняването на властта се осъществява чрез представители, които са избрани от народа.
Съвременните демокрации са непреки, т.е. към тях спада и представителната демокрация. При тях управляват определени упълномощени лица.
Парламентарната и президентската демокрация са подразделения на представителната демокрация. В парламентарната демокрация водеща роля има парламентът в образуването и дейността на правителството. Парламентът избира или цялото правителство, или само ръководителя на правителството. Правителството подлежи на непрекъснат парламентарен контрол, носи политическа отговорност и постоянно има нужда от подкрепата и доверието на народното представителство, за да управлява. То се ръководи от министър-председател, който е самостоятелен държавен орган, а правителството има законодателна инициатива. В президентската демокрация президентът е едновременно държавен глава и глава на правителството, той е най-важният орган на изпълнителната власт, избира се от народа, което го поставя наравно с парламента. Тук законодателната и изпълнителната власт са строго разделени и президентът не отговаря пред парламента. Президентът си назначава държавни секретари и съветници. Парламентът няма право да гласува „вот на недоверие“ на президента и неговите секретари.
Политиката, свързана с представителната демокрация, се нарича модерна политика.
Представителната демокрация, която набляга на свободите на индивида, се нарича либерална демокрация. Когато това не е така, е налице псевдодемокрация.
В съвременните либерални демокрации представителите обикновено се избират чрез честни и свободни многопартийни избори. Властта на представителите в либералната демокрация обикновено е ограничена от конституцията или от други мерки за балансиране на представителството.
В много представителни демокрации – например Канада, Великобритания, народните представители най-често се избират чрез избори с мнозинство, състоящо се от онези, които едновременно имат право да гласоподават и фактически упражняват това си право. Кандидатът има мнозинство, когато е получил повече гласове от който и да е друг кандидат, като не е задължително това да са повече от 50% от всички гласували. Не е такъв случаят в Австралия обаче, където представителите се избират чрез система на преференциално гласуване и се изисква подкрепа от над 50% от гласоподавателите, за да бъде избран кандидатът.
Жан-Жак Русо е на страната на демокрацията, разбирана като пряка. Представителната демокрация Русо нарича „изборна аристокрация“.